# Navire amiral

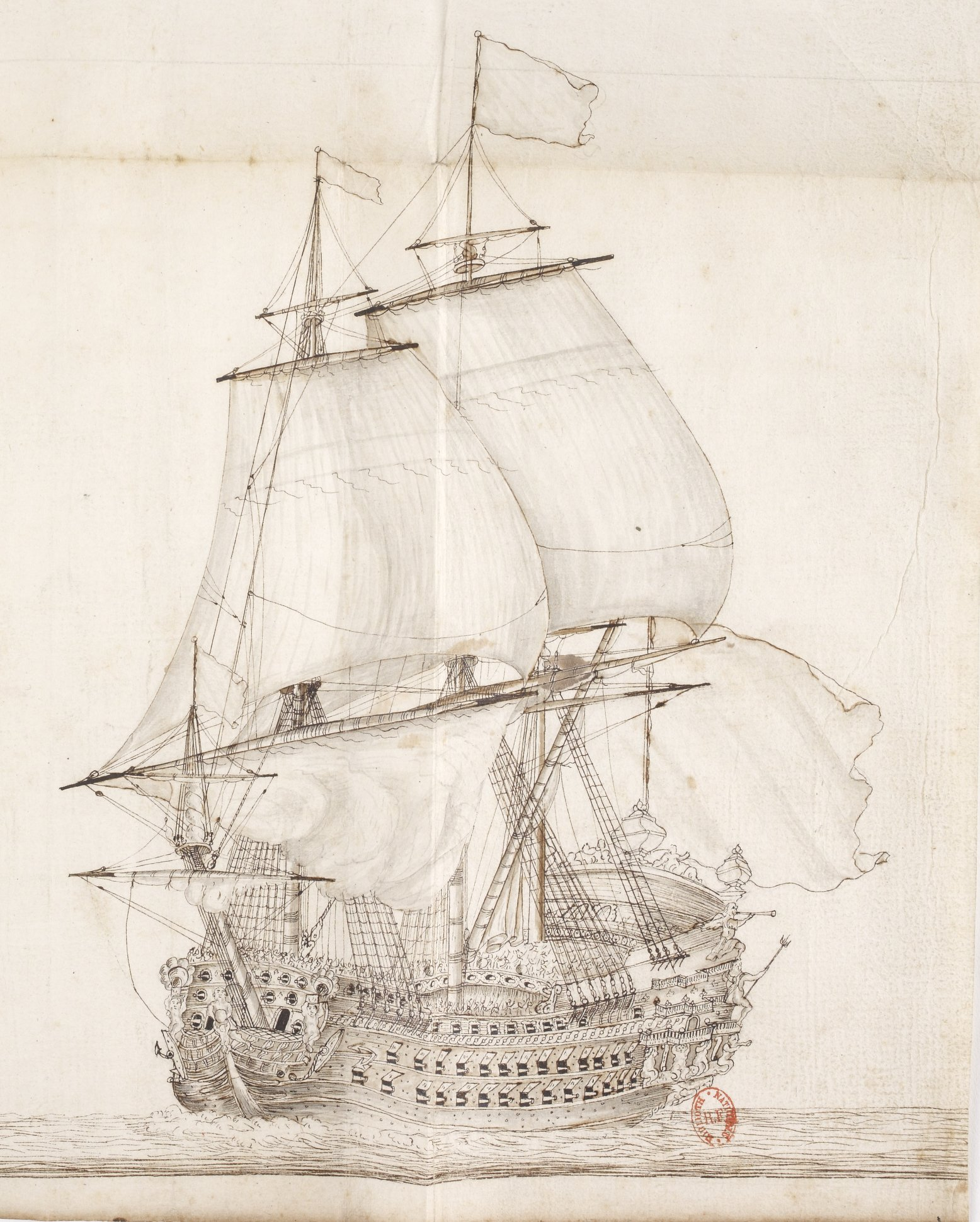
Le Royal Louis, vaisseau amiral de la flotte du Levant sous Louis XVI.

Navire amiral ou vaisseau amiral est le terme militaire désignant le navire de l'officier de marine au grade le plus élevé de la flotte, amiral étant le grade le plus élevé. La coutume veut que ce navire batte un pavillon distinctif le rendant aisément reconnaissable de sa flotte.

## Définition

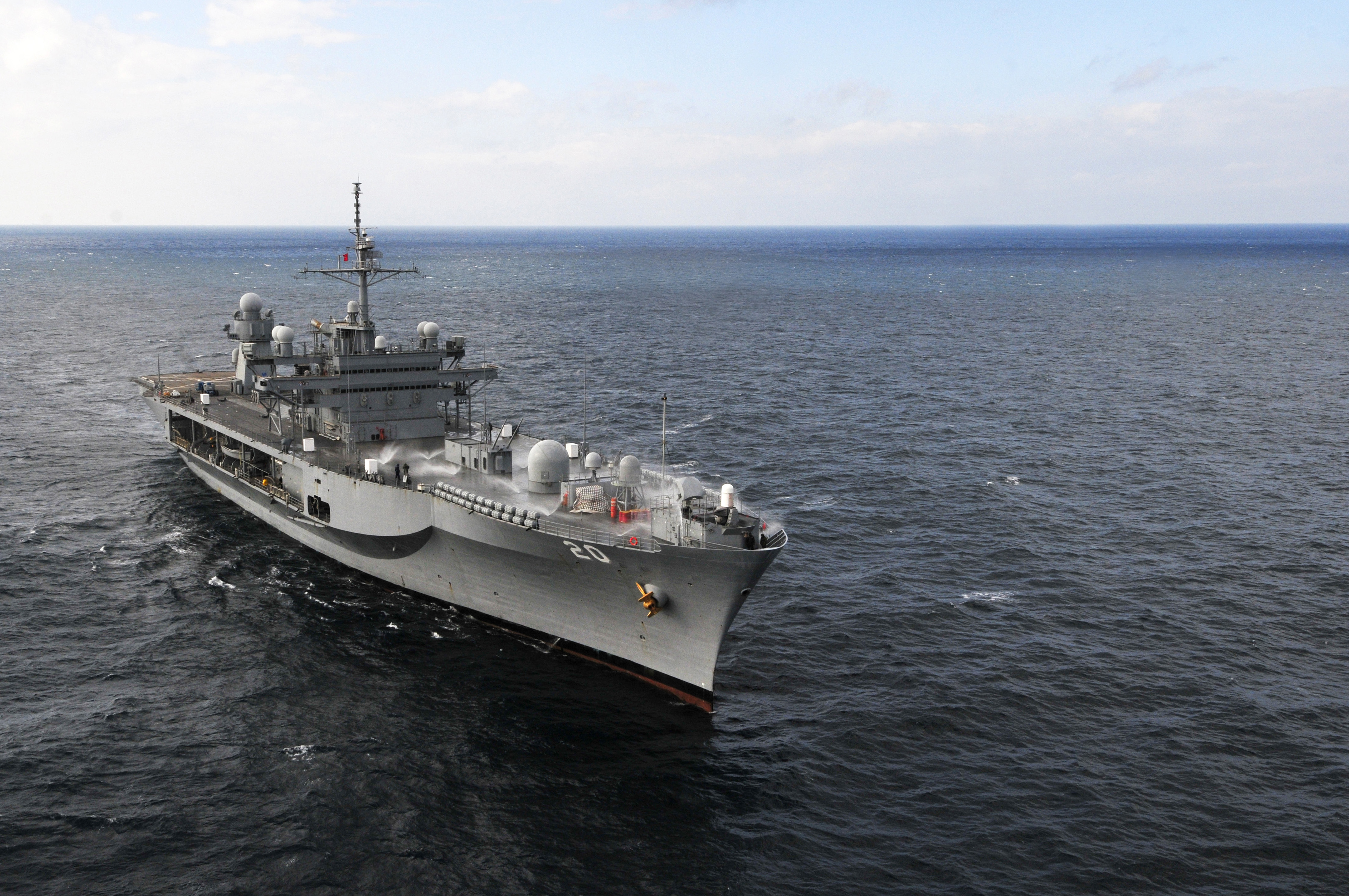
Le bâtiments de commandement de classe Blue Ridge de la Marine des États-Unis, entrés en service en 1970 et 1971 et de type "navire de commandement amphibie", sont en 2021 les seuls navires amiraux conçus dès l'origine comme tels.

Ce terme est une désignation provisoire non attachée à un seul et même bateau, cependant, il désigne généralement le navire le plus imposant, le plus rapide ou celui disposant des meilleurs moyens de communication, car c'est souvent celui choisi par l'amiral. Le terme correspondant dans les marines britannique et américaine est « flagship », qui signifie « navire du pavillon », car jadis chaque amiral possédait son propre pavillon personnel qu'il faisait hisser sur le navire amiral.
Par extension, la marine marchande appelle ainsi le navire le plus médiatique ou le plus emblématique d'un armateur.